# Zwemmen op de Olympische Zomerspelen 2008

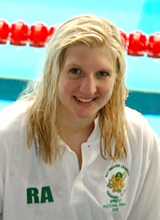
Rebecca Adlington, winnares van twee gouden medailles

Zwemmen is een van de sporten die beoefend werden tijdens de Olympische Zomerspelen 2008 in Peking. Het zwemprogramma duurde 13 dagen. Op 9 augustus werd er begonnen met de eerste onderdelen, op 21 augustus waren de laatste medailles te verdienen. Het nieuwe onderdeel 10 kilometer vond op 20 en 21 augustus plaats. Alle zwemonderdelen, behalve de 10 km, werden gehouden in het Beijing National Aquatics Center. De 10 km werd in open water gehouden.

## Onderdelen
Het zwemprogramma van 2008 is iets uitgebreid ten opzichte van 2004. De 10 kilometer marathon voor zowel mannen als vrouwen is nieuw op het programma. Dit heeft als gevolg dat er de volgende 34 onderdelen zijn (17 voor mannen en 17 voor vrouwen):
Langebaanzwemmen
- Vrije slag: 50 m, 100 m, 200 m, 400 m, 800 m (vrouwen), 1500 m (mannen), 4x100 m estafette, 4x200 m estafette
- Rugslag: 100 m, 200 m
- Schoolslag: 100 m, 200 m
- Vlinderslag: 100 m, 200 m
- Wisselslag: 4x100 m, 200 m (individueel), 400 m (individueel)

Openwaterzwemmen
- 10 kilometer

## Ophef over het vroege tijdstip van de finales
Reeds voor het toernooi ontstond er veel ophef over het tijdstip van de finales bij het langebaanzwemmen. In tegenstelling tot andere grote toernooien werden de finales dit keer in de ochtend gezwommen. Het IOC ging daarmee in op de vraag van de Amerikaanse televisiezender NBC, die veel geld op tafel legde om zo de finales op prime-time te kunnen uitzenden op de Amerikaanse televisie.

## Kwalificatie

### Langebaanzwemmen
Elk Nationaal Olympisch Comité mag per onderdeel maximaal twee zwemmers sturen, indien ze beiden aan de A-limiet voldaan hebben, of 1 zwemmer, als deze aan de B-limiet heeft voldaan. Ook mogen ze 1 estafetteteam inschrijven per onderdeel. Als er van een land geen zwemmers voldoen aan de B-limiet mogen ze toch één man en één vrouw inschrijven voor deelname aan het zwemtoernooi. De prestaties moeten op grote competities worden behaald.
Voor estafette-onderdelen kwalificeren de beste 12 van het afgelopen WK zich. De resterende 4 plekken worden opgevuld door teams die de FINA selecteert op basis van behaalde tijden bij andere wedstrijden..

### Openwaterzwemmen
Elk land mag maximaal twee zwemmers inschrijven per onderdeel, afhankelijk van de prestaties tijdens internationale toernooien. Het totaal aantal deelnemers staat op 25 zowel bij de mannen als bij de vrouwen.

## Langebaanzwemmen

### Wedstrijdschema
| Zaterdag 09/08 | Zondag 10/08 | Maandag 11/08 | Dinsdag 12/08 | Woensdag 13/08 |
| --- | --- | --- | --- | --- |
| Halve finales en finales - vanaf 10:00 lokale tijd (04:00 MEZT)                                                           | | | | |
| | F 400 m wissel mannen HF 100 m vlinder vrouwen F 400 m vrij mannen F 400 m wissel vrouwen HF 100 m school mannen F 4x100 m vrij vrouwen | HF 100 m rug vrouwen HF 200 m vrij mannen F 100 m vlinder vrouwen F 100 m school mannen HF 100 m school vrouwen HF 100 m rug mannen F 400 m vrij vrouwen F 4x100 m vrij mannen | HF 200 m vrij vrouwen F 200 m vrij mannen F 100 m rug vrouwen F 100 m rug mannen F 100 m school vrouwen HF 200 m vlinder mannen HF 200 m wissel vrouwen | HF 100 m vrij mannen F 200 m vrij vrouwen F 200 m vlinder mannen HF 200 m vlinder vrouwen HF 200 m school mannen F 200 m wissel vrouwen F 4x200 m vrij mannen |
| Reeksen - vanaf 18:30 lokale tijd (12:30 MEZT)                                                                            | | | | |
| 400 m wissel mannen 100 m vlinder vrouwen 400 m vrij mannen 400 m wissel vrouwen 100 m school mannen 4x100 m vrij vrouwen | 100 m rugvrouwen 200 m vrij mannen 100 m school vrouwen 100 m rug mannen 400 m vrij vrouwen 4x100 m vrij mannen                         | 200 m vrij vrouwen 200 m vlinder mannen 200 m wissel vrouwen | 100 m vrij mannen 200 m vlinder vrouwen 200 m school mannen 4x200 m vrij mannen                                                                         | 100 m vrij vrouwen 200 m rug mannen 200 m school vrouwen 200 m wissel mannen 4x200 m vrij vrouwen                                                             |

| Donderdag 14/08 | Vrijdag 15/08 | Zaterdag 16/08                                                                                          | Zondag 17/08                                                                              |
| --- | --- | --- | ----------------------------------------------------------------------------------------- |
| Halve finales en finales - vanaf 10:00 lokale tijd (04:00 MEZT) | | |                                                                                           |
| F 200 m school mannen HF 100 m vrij vrouwen HF 200 m rug mannen F 200 m vlinder vrouwen F 100 m vrij mannen HF 200 m school vrouwen HF 200 m wissel mannen F 4x200 m vrij vrouwen | HF 50 m vrij mannen F 200 m school vrouwen F 200 m rug mannen HF 200 m rug vrouwen F 200 m wissel mannen F 100 m vrije vrouwen HF 100 m vlinder mannen | F 200 m rug vrouwen F 100 m vlinder mannen F 800 m vrij vrouwen F 50 m vrij mannen HF 50 m vrij vrouwen | F 50 m vrij vrouwen F 1500 m vrij mannen F 4x100 m wissel vrouwen F 4x100 m wissel mannen |
| vanaf 18:30 lokale tijd (12:30 MEZT) | | |                                                                                           |
| 50 m vrij mannen 800 m vrij vrouwen 100 m vlinder mannen 200 m rug vrouwen | 50 m vrij vrouwen 1500 m vrij mannen 4x100 m wissel vrouwen 4x100 m wissel mannen                                                                      | |                                                                                           |

### Resultaten

#### 50 meter vrije slag
| Mannen | Mannen                    | Mannen | Mannen   |
| #      | Zwemmer                   | Land   | Tijd     |
| ------ | ------------------------- | ------ | -------- |
| Goud   | César Cielo Filho         | BRA    | 21,30 OR |
| Zilver | Amaury Leveaux            | FRA    | 21,45    |
| Brons  | Alain Bernard             | FRA    | 21,49    |
| 4      | Ashley Callus             | AUS    | 21,62    |
| 5      | Benjamin Wildman-Tobriner | USA    | 21,64    |
| 6      | Eamon Sullivan            | AUS    | 21,65    |
| 7      | Roland Mark Schoeman      | RSA    | 21,67    |
| 8      | Stefan Nystrand           | SWE    | 21,72    |

| Vrouwen | Vrouwen                | Vrouwen | Vrouwen  |
| #       | Zwemmer                | Land    | Tijd     |
| ------- | ---------------------- | ------- | -------- |
| Goud    | Britta Steffen         | GER     | 24,06 OR |
| Zilver  | Dara Torres            | USA     | 24,07    |
| Brons   | Cate Campbell          | AUS     | 24,17    |
| 4       | Libby Trickett         | AUS     | 24,25    |
| 5       | Marleen Veldhuis       | NED     | 24,26    |
| 6       | Kara Lynn Joyce        | USA     | 24,63    |
| 7       | Hinkelien Schreuder    | NED     | 24,65    |
| 8       | Aleksandra Gerasimenia | BLR     | 24,77    |

#### 100 meter vrije slag
| Mannen | Mannen                    | Mannen | Mannen |
| #      | Zwemmer                   | Land   | Tijd   |
| ------ | ------------------------- | ------ | ------ |
| Goud   | Alain Bernard             | FRA    | 47,21  |
| Zilver | Eamon Sullivan            | AUS    | 47,32  |
| Brons  | Jason Lezak               | USA    | 47,67  |
| Brons  | César Cielo Filho         | BRA    | 47,67  |
| 5      | Pieter van den Hoogenband | NED    | 47,75  |
| 6      | Lyndon Ferns              | RSA    | 48,04  |
| 7      | Matt Targett              | AUS    | 48,20  |
| 8      | Stefan Nystrand           | SWE    | 48,33  |

| Vrouwen | Vrouwen             | Vrouwen | Vrouwen  |
| #       | Zwemmer             | Land    | Tijd     |
| ------- | ------------------- | ------- | -------- |
| Goud    | Britta Steffen      | GER     | 53,12 OR |
| Zilver  | Libby Trickett      | AUS     | 53,16    |
| Brons   | Natalie Coughlin    | USA     | 53,39    |
| 4       | Hanna-Maria Seppälä | FIN     | 53,97    |
| 5       | Jeanette Ottesen    | DEN     | 54,06    |
| 6       | Zhu Yingwen         | CHN     | 54,21    |
| 6       | Marleen Veldhuis    | NED     | 54,21    |
| 8       | Francesca Halsall   | GBR     | 54,29    |

#### 200 meter vrije slag
| Mannen | Mannen            | Mannen | Mannen     |
| #      | Zwemmer           | Land   | Tijd       |
| ------ | ----------------- | ------ | ---------- |
| Goud   | Michael Phelps    | USA    | 1.42,96 WR |
| Zilver | Park Tae-Hwan     | KOR    | 1.44,85    |
| Brons  | Peter Vanderkaay  | USA    | 1.45,14    |
| 4      | Jean Basson       | RSA    | 1.45,97    |
| 5      | Paul Biedermann   | GER    | 1.46,00    |
| 6      | Dominik Meichtry  | SUI    | 1.46,95    |
| 7      | Yoshihiro Okumura | JPN    | 1.47,14    |
| 8      | Robert Renwick    | GBR    | 1.47,47    |

| Vrouwen | Vrouwen                  | Vrouwen | Vrouwen    |
| #       | Zwemmer                  | Land    | Tijd       |
| ------- | ------------------------ | ------- | ---------- |
| Goud    | Federica Pellegrini      | ITA     | 1.54,82 WR |
| Zilver  | Sara Isakovič            | SLO     | 1.54,97    |
| Brons   | Pang Jiaying             | CHN     | 1.55,05    |
| 4       | Katie Hoff               | USA     | 1.55,78    |
| 5       | Camelia Potec            | ROU     | 1.56,87    |
| 6       | Caitlin McClatchey       | GBR     | 1.57,65    |
| 7       | Bronte Barratt           | AUS     | 1.57,83    |
| 8       | Ophelie-Cyrielle Etienne | FRA     | 1.57,83    |

#### 400 meter vrije slag
| Mannen | Mannen           | Mannen | Mannen  |
| #      | Zwemmer          | Land   | Tijd    |
| ------ | ---------------- | ------ | ------- |
| Goud   | Park Tae-Hwan    | KOR    | 3.41,86 |
| Zilver | Zhang Lin        | CHN    | 3.42,44 |
| Brons  | Larsen Jensen    | USA    | 3.42,78 |
| 4      | Peter Vanderkaay | USA    | 3.43,11 |
| 5      | Oussama Mellouli | TUN    | 3.43,45 |
| 6      | Grant Hackett    | AUS    | 3.43,84 |
| 7      | Joeri Priloekov  | RUS    | 3.43,97 |
| 8      | Nikita Lobintsev | RUS    | 3.48,29 |

| Vrouwen | Vrouwen             | Vrouwen | Vrouwen |
| #       | Zwemmer             | Land    | Tijd    |
| ------- | ------------------- | ------- | ------- |
| Goud    | Rebecca Adlington   | GBR     | 4.03,22 |
| Zilver  | Katie Hoff          | USA     | 4.03,29 |
| Brons   | Joanne Jackson      | GBR     | 4.03,52 |
| 4       | Coralie Balmy       | FRA     | 4.03,60 |
| 5       | Federica Pellegrini | ITA     | 4.04,56 |
| 6       | Camelia Potec       | ROU     | 4.04,66 |
| 7       | Bronte Barratt      | AUS     | 4.05,05 |
| 8       | Laure Manaudou      | FRA     | 4.11,26 |

#### 1500 meter vrije slag
| Mannen | Mannen           | Mannen | Mannen   |
| #      | Zwemmer          | Land   | Tijd     |
| ------ | ---------------- | ------ | -------- |
| Goud   | Oussama Mellouli | TUN    | 14.40,84 |
| Zilver | Grant Hackett    | AUS    | 14.41,53 |
| Brons  | Ryan Cochrane    | CAN    | 14.42,69 |
| 4      | Joeri Priloekov  | RUS    | 14.43.21 |
| 5      | Larsen Jensen    | USA    | 14.48,16 |
| 6      | David Davies     | GBR    | 14.52,11 |
| 7      | Zhang Lin        | CHN    | 14.55,20 |
| 8      | Sun Yang         | CHN    | 15.05,12 |

#### 800 meter vrije slag
| Vrouwen | Vrouwen           | Vrouwen | Vrouwen    |
| #       | Zwemmer           | Land    | Tijd       |
| ------- | ----------------- | ------- | ---------- |
| Goud    | Rebecca Adlington | GBR     | 8.14,10 WR |
| Zilver  | Alessia Filippi   | ITA     | 8.20,23    |
| Brons   | Lotte Friis       | DEN     | 8.23,03    |
| 4       | Camelia Potec     | ROU     | 8.23,11    |
| 5       | Li Xuanxu         | CHN     | 8.26,34    |
| 6       | Kylie Palmer      | AUS     | 8.26,39    |
| 7       | Jelena Sokolova   | RUS     | 8.29,79    |
| 8       | Cassandra Patten  | GBR     | 8.32,35    |

#### 100 meter rugslag
| Mannen | Mannen            | Mannen | Mannen   |
| #      | Zwemmer           | Land   | Tijd     |
| ------ | ----------------- | ------ | -------- |
| Goud   | Aaron Peirsol     | USA    | 52,54 WR |
| Zilver | Matt Grevers      | USA    | 53,11    |
| Brons  | Arkadi Vjatsjanin | RUS    | 53,18    |
| Brons  | Hayden Stoeckel   | AUS    | 53,18    |
| 5      | Ashley Delaney    | AUS    | 53,31    |
| 6      | Liam Tancock      | GBR    | 53,39    |
| 7      | Aschwin Wildeboer | ESP    | 53,51    |
| 8      | Junichi Miyashita | JPN    | 53,99    |

| Vrouwen | Vrouwen           | Vrouwen | Vrouwen  |
| #       | Zwemmer           | Land    | Tijd     |
| ------- | ----------------- | ------- | -------- |
| Goud    | Natalie Coughlin  | USA     | 58,96    |
| Zilver  | Kirsty Coventry   | ZIM     | 59,19    |
| Brons   | Margaret Hoelzer  | USA     | 59,34    |
| 4       | Gemma Spofforth   | GBR     | 59,38 ER |
| 5       | Anastasia Zoejeva | RUS     | 59,40    |
| 6       | Reiko Nakamura    | JPN     | 59,72    |
| 7       | Laure Manaudou    | FRA     | 1.00,10  |
| 8       | Hanae Ito         | JPN     | 1.00,18  |

#### 200 meter rugslag
| Mannen | Mannen            | Mannen | Mannen     |
| #      | Zwemmer           | Land   | Tijd       |
| ------ | ----------------- | ------ | ---------- |
| Goud   | Ryan Lochte       | USA    | 1.53,94 WR |
| Zilver | Aaron Peirsol     | USA    | 1.54,33    |
| Brons  | Arkadi Vjatsjanin | RUS    | 1.54,93 ER |
| 4      | Markus Rogan      | AUT    | 1.55,49    |
| 5      | Ryosuke Irie      | JPN    | 1.55,72    |
| 6      | Hayden Stoeckel   | AUS    | 1.56,39    |
| 7      | Răzvan Florea     | ROU    | 1.56,52    |
| 8      | Gregor Tait       | GBR    | 1.57,00    |

| Vrouwen | Vrouwen            | Vrouwen | Vrouwen    |
| #       | Zwemmer            | Land    | Tijd       |
| ------- | ------------------ | ------- | ---------- |
| Goud    | Kirsty Coventry    | ZIM     | 2.05,24 WR |
| Zilver  | Margaret Hoelzer   | USA     | 2.06,23    |
| Brons   | Reiko Nakamura     | JPN     | 2.07,13    |
| 4       | Anastasia Zoejeva  | RUS     | 2.07,88    |
| 5       | Elizabeth Beisel   | USA     | 2.08,23    |
| 6       | Elizabeth Simmonds | GBR     | 2.08,51    |
| 7       | Meagen Nay         | AUS     | 2.08,84    |
| 8       | Belinda Hocking    | AUS     | 2.10,12    |

#### 100 meter schoolslag
| Mannen | Mannen             | Mannen | Mannen   |
| #      | Zwemmer            | Land   | Tijd     |
| ------ | ------------------ | ------ | -------- |
| Goud   | Kosuke Kitajima    | JPN    | 58,91 WR |
| Zilver | Alexander Dale Oen | NOR    | 59,20    |
| Brons  | Hugues Duboscq     | FRA    | 59,37    |
| 4      | Brendan Hansen     | USA    | 59,57    |
| 5      | Brenton Rickard    | AUS    | 59,74    |
| 6      | Roman Sloednov     | RUS    | 59,87    |
| 7      | Ihor Borysyk       | UKR    | 1.00,20  |
| 8      | Mark Gangloff      | USA    | 1.00,24  |

| Vrouwen | Vrouwen         | Vrouwen | Vrouwen    |
| #       | Zwemmer         | Land    | Tijd       |
| ------- | --------------- | ------- | ---------- |
| Goud    | Leisel Jones    | AUS     | 1.05,17 OR |
| Zilver  | Rebecca Soni    | USA     | 1.06,73    |
| Brons   | Mirna Jukić     | AUT     | 1.07,34    |
| 4       | Joelia Jefimova | RUS     | 1.07,43    |
| 5       | Megan Jendrick  | USA     | 1.07,62    |
| 6       | Tarnee White    | AUS     | 1.07,63    |
| 7       | Sun Ye          | CHN     | 1.08,08    |
| 8       | Asami Kitagawa  | JPN     | 1.08,43    |

#### 200 meter schoolslag
| Mannen | Mannen          | Mannen | Mannen     |
| #      | Zwemmer         | Land   | Tijd       |
| ------ | --------------- | ------ | ---------- |
| Goud   | Kosuke Kitajima | JPN    | 2.07,64 OR |
| Zilver | Brenton Rickard | AUS    | 2.08,88    |
| Brons  | Hugues Duboscq  | FRA    | 2.08,94    |
| 4      | Mike Brown      | CAN    | 2.09,03    |
| 5      | Dániel Gyurta   | HUN    | 2.09,22    |
| 6      | Scott Spann     | USA    | 2.09,76    |
| 7      | Loris Facci     | ITA    | 2.10,57    |
| 8      | Paolo Bossini   | ITA    | 2.11,48    |

| Vrouwen | Vrouwen         | Vrouwen | Vrouwen    |
| #       | Zwemmer         | Land    | Tijd       |
| ------- | --------------- | ------- | ---------- |
| Goud    | Rebecca Soni    | USA     | 2.20,22 WR |
| Zilver  | Leisel Jones    | AUS     | 2.22,05    |
| Brons   | Sara Nordenstam | NOR     | 2.23,02    |
| 4       | Mirna Jukić     | AUT     | 2.23,24    |
| 5       | Joelia Jefimova | RUS     | 2.23,76    |
| 6       | Annamay Pierse  | CAN     | 2.23,77    |
| 7       | Rie Kaneto      | JPN     | 2.25,14    |
| 8       | Megumi Taneda   | JPN     | 2.25,23    |

#### 100 meter vlinderslag
| Mannen | Mannen             | Mannen | Mannen   |
| #      | Zwemmer            | Land   | Tijd     |
| ------ | ------------------ | ------ | -------- |
| Goud   | Michael Phelps     | USA    | 50,58 OR |
| Zilver | Milorad Čavić      | SRB    | 50,59 ER |
| Brons  | Andrew Lauterstein | AUS    | 51,12    |
| 4      | Ian Crocker        | USA    | 51,13    |
| 5      | Jason Dunford      | KEN    | 51,47    |
| 6      | Takuro Fujii       | JPN    | 51,50    |
| 7      | Andrij Serdinov    | UKR    | 51,59    |
| 8      | Ryan Pini          | PNG    | 51,86    |

| Vrouwen | Vrouwen            | Vrouwen | Vrouwen |
| #       | Zwemmer            | Land    | Tijd    |
| ------- | ------------------ | ------- | ------- |
| Goud    | Libby Trickett     | AUS     | 56,73   |
| Zilver  | Christine Magnuson | USA     | 57,10   |
| Brons   | Jessicah Schipper  | AUS     | 57,25   |
| 4       | Zhou Yafei         | CHN     | 57,84   |
| 5       | Li Tao             | SIN     | 57,99   |
| 6       | Jemma Lowe         | GBR     | 58,05   |
| 7       | Gabrielle Silva    | BRA     | 58,10   |
| 8       | Inge Dekker        | NED     | 58,54   |

#### 200 meter vlinderslag
| Mannen | Mannen             | Mannen | Mannen     |
| #      | Zwemmer            | Land   | Tijd       |
| ------ | ------------------ | ------ | ---------- |
| Goud   | Michael Phelps     | USA    | 1.52,03 WR |
| Zilver | László Cseh        | HUN    | 1.52,70 ER |
| Brons  | Takeshi Matsuda    | JPN    | 1.52,97    |
| 4      | Moss Burmester     | NZL    | 1.54,35    |
| 4      | Wu Peng            | CHN    | 1.54,35    |
| 6      | Paweł Korzeniowski | POL    | 1.54,60    |
| 7      | Kaio de Almeida    | BRA    | 1.54,71    |
| 8      | Nikolaj Skvortsov  | RUS    | 1.55,14    |

| Vrouwen | Vrouwen            | Vrouwen | Vrouwen    |
| #       | Zwemmer            | Land    | Tijd       |
| ------- | ------------------ | ------- | ---------- |
| Goud    | Liu Zige           | CHN     | 2.04,18 WR |
| Zilver  | Jiao Liuyang       | CHN     | 2.04,72    |
| Brons   | Jessicah Schipper  | AUS     | 2.06,26    |
| 4       | Otylia Jędrzejczak | POL     | 2.07,02    |
| 5       | Yuko Nakanishi     | JPN     | 2.07,32    |
| 6       | Aurore Mongel      | FRA     | 2.07,36    |
| 7       | Elaine Breeden     | USA     | 2.07,57    |
| 8       | Kathleen Hersey    | USA     | 2.08,23    |

#### 200 meter wisselslag
| Mannen | Mannen         | Mannen | Mannen     |
| #      | Zwemmer        | Land   | Tijd       |
| ------ | -------------- | ------ | ---------- |
| Goud   | Michael Phelps | USA    | 1.54,23 WR |
| Zilver | László Cseh    | HUN    | 1.56,52 ER |
| Brons  | Ryan Lochte    | USA    | 1.56,53    |
| 4      | Thiago Pereira | BRA    | 1.58,14    |
| 5      | Ken Takakuwa   | JPN    | 1.58,22    |
| 6      | James Goddard  | GBR    | 1.59,24    |
| 7      | Keith Beavers  | CAN    | 1.59,43    |
| 8      | Liam Tancock   | GBR    | 2.00,76    |

| Vrouwen | Vrouwen              | Vrouwen | Vrouwen    |
| #       | Zwemmer              | Land    | Tijd       |
| ------- | -------------------- | ------- | ---------- |
| Goud    | Stephanie Rice       | AUS     | 2.08,45 WR |
| Zilver  | Kirsty Coventry      | ZIM     | 2.08,59    |
| Brons   | Natalie Coughlin     | USA     | 2.10,34    |
| 4       | Katie Hoff           | USA     | 2.10,68    |
| 5       | Alicia Coutts        | AUS     | 2.11,43    |
| 6       | Asami Kitagawa       | JPN     | 2.11,56    |
| 7       | Julia Wilkinson      | CAN     | 2.12,43    |
| 8       | Katarzyna Baranowska | POL     | 2.13,36    |

#### 400 meter wisselslag
| Mannen | Mannen            | Mannen | Mannen     |
| #      | Zwemmer           | Land   | Tijd       |
| ------ | ----------------- | ------ | ---------- |
| Goud   | Michael Phelps    | USA    | 4.03,84 WR |
| Zilver | László Cseh       | HUN    | 4.06,16 ER |
| Brons  | Ryan Lochte       | USA    | 4.08,09    |
| 4      | Alessio Boggiatto | ITA    | 4.12,16    |
| 5      | Luca Marin        | ITA    | 4.12,47    |
| 6      | Gergo Kis         | HUN    | 4.12,84    |
| 7      | Brian Johns       | CAN    | 4.13,38    |
| 8      | Thiago Pereira    | BRA    | 4.15,40    |

| Vrouwen | Vrouwen          | Vrouwen | Vrouwen    |
| #       | Zwemmer          | Land    | Tijd       |
| ------- | ---------------- | ------- | ---------- |
| Goud    | Stephanie Rice   | AUS     | 4.29,45 WR |
| Zilver  | Kirsty Coventry  | ZIM     | 4.29,89    |
| Brons   | Katie Hoff       | USA     | 4.31,71    |
| 4       | Elizabeth Beisel | USA     | 4.34,24    |
| 5       | Alessia Filippi  | ITA     | 4.34,34    |
| 6       | Hannah Miley     | GBR     | 4.39,44    |
| 7       | Yana Martynova   | RUS     | 4.40,04    |
| 8       | Li Xuanxu        | CHN     | 4.42,13    |

#### 4x100 meter vrije slag estafette
| Mannen | Mannen                                                           | Mannen | Mannen     |
| #      | Zwemmers                                                         | Land   | Tijd       |
| ------ | ---------------------------------------------------------------- | ------ | ---------- |
| Goud   | Michael Phelps Garrett Weber-Gale Cullen Jones Jason Lezak       | USA    | 3.08,24 WR |
| Zilver | Amaury Leveaux Fabien Gilot Frédérick Bousquet Alain Bernard     | FRA    | 3.08,32 ER |
| Brons  | Eamon Sullivan Andrew Lauterstein Ashley Callus Matt Targett     | AUS    | 3.09,91    |
| 4      | Alessandro Calvi Christian Galenda Marco Belotti Filippo Magnini | ITA    | 3.11,48    |
| 5      | Petter Stymne Lars Frölander Stefan Nystrand Jonas Persson       | SWE    | 3.11,92    |
| 6      | Brent Hayden Joel Greenshields Colin Russel Rick Say             | CAN    | 3.12,26    |
| 7      | Lyndon Ferns Darian Townsend Roland Mark Schoeman Ryk Neethling  | RSA    | 3.12,66    |
| 8      | Simon Burnett Adam Brown Benjamin Hockin Ross Davenport          | GBR    | 3.12,87    |

| Vrouwen | Vrouwen                                                                 | Vrouwen | Vrouwen    |
| #       | Zwemmers                                                                | Land    | Tijd       |
| ------- | ----------------------------------------------------------------------- | ------- | ---------- |
| Goud    | Inge Dekker Ranomi Kromowidjojo Femke Heemskerk Marleen Veldhuis        | NED     | 3.33,76 OR |
| Zilver  | Natalie Coughlin Lacey Nymeyer Kara Lynn Joyce Dara Torres              | USA     | 3.34,33    |
| Brons   | Cate Campbell Alice Mills Melanie Schlanger Libby Trickett              | AUS     | 3.35,05    |
| 4       | Yingwen Zhu Yi Tang Yanwei Xu Pang Jiaying                              | CHN     | 3.35,64    |
| 5       | Britta Steffen Meike Freitag Daniela Götz Antje Buschschulte            | GER     | 3.36,85    |
| 6       | Celine Couderc Alena Poptsjanka Ophelie-Cyrielle Etienne Malia Metella  | FRA     | 3.37,68    |
| 7       | Francesca Halsall Caitlin McClatchey Jessica Sylvester Melanie Marshall | GBR     | 3.38,18    |
| 8       | Julia Wilkinson Erica Morningstar Genevieve Saumur Audrey Lacroix       | CAN     | 3.38,32    |

#### 4x200 meter vrije slag estafette
| Mannen | Mannen                                                                 | Mannen | Mannen     |
| #      | Zwemmers                                                               | Land   | Tijd       |
| ------ | ---------------------------------------------------------------------- | ------ | ---------- |
| Goud   | Michael Phelps Ryan Lochte Ricky Berens Peter Vanderkaay               | USA    | 6.58,56 WR |
| Zilver | Nikita Lobintsev Jevgeni Lagoenov Danila Izotov Aleksandr Soechoroekov | RUS    | 7.03,70 ER |
| Brons  | Patrick Murphy Grant Hackett Grant Brits Nick Ffrost                   | AUS    | 7.04,98    |
| 4      | Marco Belotti Emiliano Brembilla Massimiliano Rosolino Filippo Magnini | ITA    | 7.05,35    |
| 5      | Colin Russell Brian Johns Brent Hayden Andrew Hurd                     | CAN    | 7.05,77    |
| 6      | David Carry Andrew Hunter Robert Renwick Ross Davenport                | GBR    | 7.05,92    |
| 7      | Yoshihiro Okumura Sho Uchida Yasunori Mononobe Hisato Matsumoto        | JPN    | 7.10,31    |
| 8      | Jean Basson Darian Townsend Jan Venter Sebastien Rousseau              | RSA    | 7.13,02    |

| Vrouwen | Vrouwen                                                                    | Vrouwen | Vrouwen    |
| #       | Zwemmers                                                                   | Land    | Tijd       |
| ------- | -------------------------------------------------------------------------- | ------- | ---------- |
| Goud    | Stephanie Rice Bronte Barratt Kylie Palmer Linda Mackenzie                 | AUS     | 7.44,31 WR |
| Zilver  | Yang Yu Zhu Qianwei Tan Miao Pang Jiaying                                  | CHN     | 7.45,93    |
| Brons   | Allison Schmitt Natalie Coughlin Caroline Burckle Katie Hoff               | USA     | 7.46,33    |
| 4       | Fabiola Renata Spagnolo Alessia Filippi Flavia Zoccari Federica Pellegrini | ITA     | 7.49,76 ER |
| 5       | Coralie Balmy Ophelie-Cyrielle Etienne Aurore Mongel Camille Muffat        | FRA     | 7.50,66    |
| 6       | Ágnes Mutina Evelyn Verrasztó Eszter Dara Zsuzsanna Jakabos                | HUN     | 7.55,53    |
| 7       | Haruka Ueda Misaki Yamaguchi Maki Mita Emi Takanabe                        | JPN     | 7.57,56    |
| 8       | Josefin Lillhage Gabriella Fagundez Ida Marko-Varga Petra Granlund         | SWE     | 7.59,83    |

#### 4x100 meter wisselslagestafette
| Mannen | Mannen                                                                | Mannen | Mannen     |
| #      | Zwemmers                                                              | Land   | Tijd       |
| ------ | --------------------------------------------------------------------- | ------ | ---------- |
| Goud   | Aaron Peirsol Brendan Hansen Michael Phelps Jason Lezak               | USA    | 3.29,34 WR |
| Zilver | Hayden Stoeckel Brenton Rickard Andrew Lauterstein Eamon Sullivan     | AUS    | 3.30,04    |
| Brons  | Junichi Miyashita Kosuke Kitajima Takuro Fujii Hisayoshi Sato         | JPN    | 3.31,18    |
| 4      | Arkadi Vjatsjanin Roman Sloednov Jevgeni Korotysjkin Jevgeni Lagoenov | RUS    | 3.31,92 ER |
| 5      | Daniel Bell Glenn Snyders Corney Swanepoel Cam Gibson                 | NZL    | 3.33,39    |
| 6      | Liam Tancock Christopher Cook Michael Rock Simon Burnett              | GBR    | 3.33,69    |
| 7      | Gerhard Zandberg Cameron van der Burgh Lyndon Ferns Darian Townsend   | RSA    | 3.33,70    |
| —      | Mirco di Tora Loris Facci Mattia Nalesso Filippo Magnini              | ITA    | DSQ        |

| Vrouwen | Vrouwen                                                                | Vrouwen | Vrouwen    |
| #       | Zwemmers                                                               | Land    | Tijd       |
| ------- | ---------------------------------------------------------------------- | ------- | ---------- |
| Goud    | Emily Seebohm Leisel Jones Jessicah Schipper Libby Trickett            | AUS     | 3.52,69 WR |
| Zilver  | Natalie Coughlin Rebecca Soni Christine Magnuson Dara Torres           | USA     | 3.53,30    |
| Brons   | Zhao Jing Sun Ye Zhou Yafei Pang Jiaying                               | CHN     | 3.56,11    |
| 4       | Gemma Spofforth Kate Haywood Jemma Lowe Francesca Halsall              | GBR     | 3.57,50 ER |
| 5       | Anastasia Zoejeva Joelia Jefimova Natalia Sutyagina Anastasia Aksenova | RUS     | 3.57,84    |
| 6       | Reiko Nakamura Asami Kitagawa Yuka Kato Haruka Ueda                    | JPN     | 3.59,54    |
| 7       | Julia Wilkinson Annamay Pierse Audrey Lacroix Erica Morningstar        | CAN     | 4.01,35    |
| —       | Sarah Sjöström Joline Höstman Anna-Karin Kammerling Josefin Lillhage   | SWE     | DSQ        |

## Openwaterzwemmen

### Uitslagen

#### Mannen
| #      | Zwemmer                     | Land | Tijd      |
| ------ | --------------------------- | ---- | --------- |
| Goud   | Maarten van der Weijden     | NED  | 1:51.51,6 |
| Zilver | David Davies                | GBR  | 1:51.53,1 |
| Brons  | Thomas Lurz                 | GER  | 1:51.53,6 |
| 4      | Valerio Cleri               | ITA  | 1:52.07,5 |
| 5      | Evgeny Drattsev             | RUS  | 1:52.08,9 |
| 6      | Petar Stoychev              | BUL  | 1:52.09,1 |
| 7      | Brian Ryckeman              | BEL  | 1:52.10,7 |
| 8      | Mark Warkentin              | USA  | 1:52.13,0 |
| 9      | Chad Ho                     | RSA  | 1:52.13,1 |
| 10     | Erwin Leon Maldonado Savera | VEN  | 1:52.13,6 |

#### Vrouwen
| #      | Zwemmer                        | Land | Tijd      |
| ------ | ------------------------------ | ---- | --------- |
| Goud   | Larisa Iltsjenko               | RUS  | 1:59.27,7 |
| Zilver | Keri-Anne Payne                | GBR  | 1:59.29,2 |
| Brons  | Cassandra Patten               | GBR  | 1:59.31,0 |
| 4      | Angela Maurer                  | GER  | 1:59.31,9 |
| 5      | Ana Cunha                      | BRA  | 1:59.36,8 |
| 6      | Swann Oberson                  | SUI  | 1:59.36,9 |
| 7      | Poliana Okimoto                | BRA  | 1:59.37,4 |
| 8      | Jana Pechanova                 | CZE  | 1:59.39,7 |
| 9      | Andreina del Valle Pinto Perez | VEN  | 1:59.40,0 |
| 10     | Martina Grimaldi               | ITA  | 1:59.40,7 |
| 14     | Edith van Dijk                 | NED  | 2:00.02,8 |

## Trivia
- De Iraniër Mohammed Alirezaei startte niet tijdens de 100 meter schoolslag. Hij was ingedeeld in dezelfde serie als de Israëliër Tom Beeri. Volgens het Iraanse persbureau ISNA mocht hij van het Iraans olympisch comité niet starten vanwege de slechte politieke verhoudingen tussen beide landen. De trainers van Alirezaei verklaarden dat Alirezaei ziek was.[1]

## Medaillespiegel
| Plaats | Land             | NOC    | Goud | Zilver | Brons | Totaal |
| ------ | ---------------- | ------ | ---- | ------ | ----- | ------ |
| 1      | Verenigde Staten | USA    | 12   | 9      | 10    | 31     |
| 2      | Australië        | AUS    | 6    | 6      | 8     | 20     |
| 3      | Groot-Brittannië | GBR    | 2    | 2      | 2     | 6      |
| 4      | Japan            | JPN    | 2    | 0      | 3     | 5      |
| 5      | Duitsland        | GER    | 2    | 0      | 1     | 3      |
| 6      | Nederland        | NED    | 2    | 0      | 0     | 2      |
| 7      | China            | CHN    | 1    | 3      | 2     | 6      |
| 8      | Zimbabwe         | ZIM    | 1    | 3      | 0     | 4      |
| 9      | Frankrijk        | FRA    | 1    | 2      | 3     | 6      |
| 10     | Rusland          | RUS    | 1    | 1      | 2     | 4      |
| 11     | Italië           | ITA    | 1    | 1      | 0     | 2      |
| 11     | Zuid-Korea       | KOR    | 1    | 1      | 0     | 2      |
| 13     | Brazilië         | BRA    | 1    | 0      | 1     | 2      |
| 14     | Tunesië          | TUN    | 1    | 0      | 0     | 1      |
| 15     | Hongarije        | HUN    | 0    | 3      | 0     | 3      |
| 16     | Noorwegen        | NOR    | 0    | 1      | 1     | 2      |
| 17     | Servië           | SRB    | 0    | 1      | 0     | 1      |
| 17     | Slovenië         | SLO    | 0    | 1      | 0     | 1      |
| 19     | Canada           | CAN    | 0    | 0      | 1     | 1      |
| 19     | Denemarken       | DEN    | 0    | 0      | 1     | 1      |
| 19     | Oostenrijk       | AUT    | 0    | 0      | 1     | 1      |
| Totaal | Totaal           | Totaal | 34   | 34     | 36    | 104    |

Athene 1896 · 
Parijs 1900 · 
St. Louis 1904 · 
Londen 1908 · 
Stockholm 1912 · 
Antwerpen 1920 · 
Parijs 1924 · 
Amsterdam 1928 · 
Los Angeles 1932 · 
Berlijn 1936 · 
Londen 1948 · 
Helsinki 1952 · 
Melbourne 1956 · 
Rome 1960 · 
Tokio 1964 · 
Mexico-stad 1968 · 
München 1972 · 
Montréal 1976 · 
Moskou 1980 · 
Los Angeles 1984 · 
Seoel 1988 · 
Barcelona 1992 · 
Atlanta 1996 · 
Sydney 2000 · 
Athene 2004 · 
Peking 2008 · 
Londen 2012 · 
Rio de Janeiro 2016 ·
Tokio 2020 ·
Parijs 2024 ·
Los Angeles 2028 
Medaillewinnaars · Olympische records
atletiek · badminton · basketbal · boksen · boogschieten · gewichtheffen · gymnastiek · handbal · hockey · honkbal · judo · kanovaren · moderne vijfkamp · paardensport · roeien · schermen · schietsport · schoonspringen · softbal · synchroonzwemmen · taekwondo · tafeltennis · tennis · triatlon · voetbal · volleybal · waterpolo · wielersport · worstelen · zeilen · zwemmen